# El Mineral
El Mineral är en ort i Mexiko.   Den ligger i kommunen Apaseo el Alto och delstaten Guanajuato, i den centrala delen av landet, 190 km nordväst om huvudstaden Mexico City. El Mineral ligger 1 889 meter över havet och antalet invånare är 187.
Terrängen runt El Mineral är kuperad åt sydväst, men åt nordost är den platt. Terrängen runt El Mineral sluttar norrut. Runt El Mineral är det ganska tätbefolkat, med 207 invånare per kvadratkilometer. Närmaste större samhälle är Celaya, 19,1 km väster om El Mineral. Trakten runt El Mineral består till största delen av jordbruksmark.